# Carhaix-Plouguer

Carhaix-Plouguer este o comună în departamentul Finistère, Franța. În 1 ianuarie 2022 avea o populație de 7.326 de locuitori.